# Timo Salonen

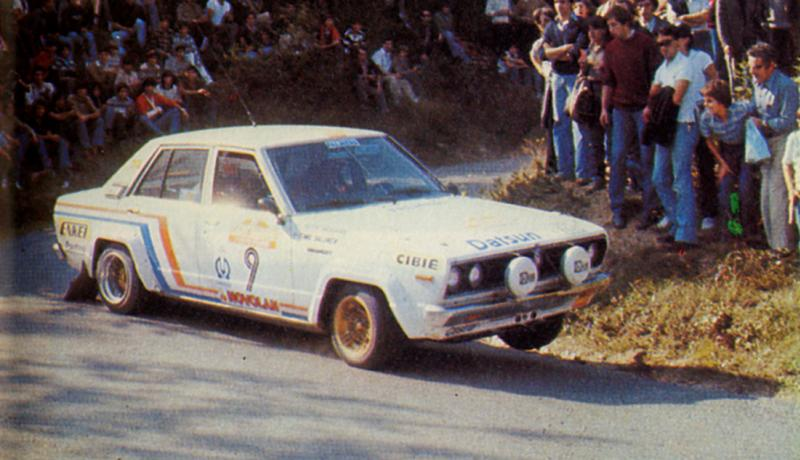
Timo Salonen podczas Rajdu Sanremo w roku 1979, którego nie ukończył

Timo Salonen (ur. 8 października 1951 w Helsinkach) – fiński kierowca rajdowy, mistrz (1985) i drugi wicemistrz świata (1986) w rajdach samochodowych, zwycięzca jedenastu rajdów WRC. 

## Kariera
W rajdzie wystartował po raz pierwszy mając 18 lat samochodem Datsun 1600. W rajdowych mistrzostwach świata zadebiutował w roku 1977, wygrywając w tym sezonie swój pierwszy rajd w WRC - rajd 5. Critérium Molson du Québec w Kanadzie. Polecony przez innego Fina Markku Aléna startował w zespole Fiata, startując Fiatem 131 Abarth. Fiat kontraktu na kolejny sezon z nim nie przedłużył, więc Salonen wrócił do startów Datsunem, którym w kolejnych latach wygrał dwa następne rajdy w roku 1980 i 1981. Rok 1985 był jego najlepszym sezonem w karierze rajdowej. Szef sportowy zespołu Peugeot Jean Todt, wybrał go do swego zespołu. W tym roku startując samochodem Peugeotem 205 Turbo 16, Timo wygrał pięć rajdów i zdobył mistrzostwo świata kierowców rajdowych, jego zespół także świętował zwycięstwo. W następnym roku wygrał dwa kolejne rajdy (Finlandii i Wielkiej Brytanii), a po zmianie samochodu na Mazdę Rajd Szwecji (1987). W 1991 roku na dwa kolejne lata zmienił zespół na Mitsubishi, startując samochodem Mitsubishi Galant VR-4, którym już nie odnosił sukcesów (najwyższe miejsce to czwarte w Rajdzie Wielkiej Brytanii 1991). W ostatnich latach swoich startów brał udział w rajdach terenowych jeżdżąc w fabrycznym zespole Citroëna.

## Zwycięstwa w WRC[1]
| #  | Rajd                          | Sezon | Pilot           | Samochód                |
| -- | ----------------------------- | ----- | --------------- | ----------------------- |
| 1  | Rajd Kanady                   | 1977  | Jaakko Markkula | Fiat 131 Abarth         |
| 2  | Rajd Nowej Zelandii           | 1980  | Seppo Harjanne  | Datsun 160J             |
| 3  | Rajd Wybrzeża Kości Słoniowej | 1981  | Seppo Harjanne  | Datsun Violet GT        |
| 4  | Rajd Portugalii               | 1985  | Seppo Harjanne  | Peugeot 205 Turbo 16    |
| 5  | Rajd Akropolu                 | 1985  | Seppo Harjanne  | Peugeot 205 Turbo 16 E2 |
| 6  | Rajd Nowej Zelandii           | 1985  | Seppo Harjanne  | Peugeot 205 Turbo 16 E2 |
| 7  | Rajd Argentyny                | 1985  | Seppo Harjanne  | Peugeot 205 Turbo 16 E2 |
| 8  | Rajd Finlandii                | 1985  | Seppo Harjanne  | Peugeot 205 Turbo 16 E2 |
| 9  | Rajd Finlandii                | 1986  | Seppo Harjanne  | Peugeot 205 Turbo 16 E2 |
| 10 | Rajd Walii                    | 1986  | Seppo Harjanne  | Peugeot 205 Turbo 16 E2 |
| 11 | Rajd Szwecji                  | 1987  | Seppo Harjanne  | Mazda 323 4WD           |